# ナツメモドキ
ナツメモドキ（棗擬、Erronea errones）は、タカラガイ科  Cypraeidae の巻貝の一種で、紀伊半島以南の暖海の潮間帯で見られる。他のタカラガイ同様に、生時は多数の樹状突起が突き出した外套膜におおわれて、前方に触手や水管を伸ばしながらはって、藻類などを食べる。蓋は無く、雌雄異体。形がナツメの実に似ていることから、ナツメモドキと呼ばれる。なお本種よりも殻が丸くてやや大型のタカラガイは、ナツメダカラ Erronea ovum (egg cowry)と呼ばれ、沖縄以南に分布する。

## 外観
長さ約4cm以下のやや細長い楕円形の貝殻を持ち、殻の背面は淡い緑褐色の地にさらに白っぽい帯が2～3条横に巻くかれ、背面全体に褐色の細かい斑点がちらばる。殻の腹面は白色で、開口部両側に約15個以下の小さい歯が並ぶ。黒っぽい外套膜に覆われてはいまわるため、英名ではwandering cowrieと呼ばれる。殻外観の変異が多く、北オーストラリア産の貝は日本産よりも小さめで青白い貝殻の背面に褐色の斑点がほとんど無いためフナシナツメモドキ (Erronea errones azurea)と呼ばれる。

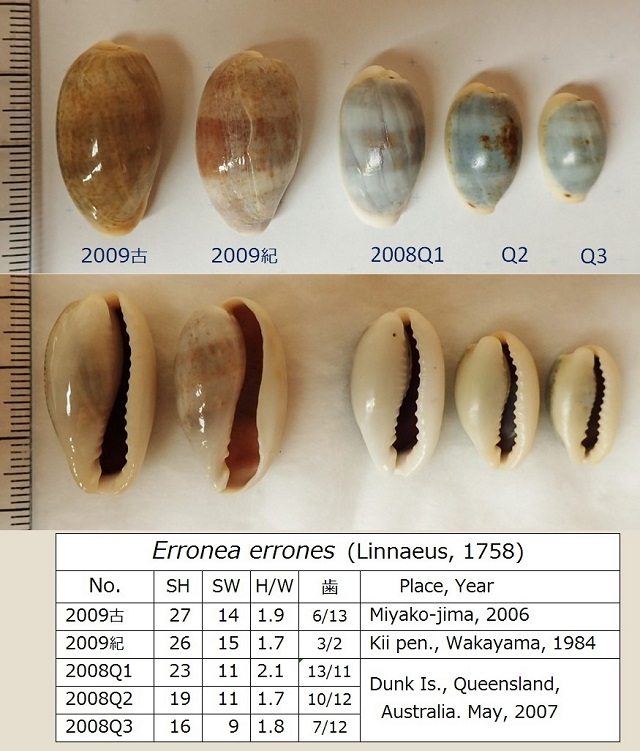
日本産とオーストラリア産のナツメモドキ

## 分布
紀伊半島以南、インド-西太平洋の潮間帯の岩礁。